# Vida Blue
Vida Rochelle Blue Jr. (* 28. Juli 1949 in Mansfield, Louisiana; † 6. Mai 2023 in der San Francisco Bay Area, Kalifornien) war ein amerikanischer Baseball-Pitcher in der Major League Baseball. Er hatte seine erfolgreichste Zeit bei den Oakland Athletics, mit denen er dreimal in Folge die World Series (1972–1974) gewann. Darüber hinaus spielte er für die San Francisco Giants und Kansas City Royals.
In seinem dritten Jahr in der Major League Baseball schaffte es Blue 1971 in die Starting Rotation bei den A’s. In dieser Saison erzielte er 24 Siege gegenüber nur acht Niederlagen und erreichte einen Earned run average von 1,82, wofür er den Cy Young Award erhielt und zum Most Valuable Player gewählt wurde.
Nach der Saison 1983 gab Blue zu, dass er Kokain konsumiert hatte, und unterbrach seine Karriere für ein Jahr. 1985 war er Zeuge bei einem Prozess, in dem der Drogenkonsum zahlreicher MLB-Spieler untersucht wurde.